# Ainol
Shenzhen Ainol Electronics Co (Ltd) es un fabricante y distribuidor chino de electrónica de consumo con sede en Shenzhen, Cantón, China. Está especializado en tabletas Android, reproductores MP3, reproductores MP4, marcos digitales, mini ordenadores PCs basados en la última versión del Intel Atom y otros productos. Ainol es una marca de productos digitales, pero la compañía también fabrica para otras marcas (OEM). 
La compañía se fundó en 2004 pero no alcanzó reconocimiento mundial hasta el año 2011 donde se dio a conocer como la primera compañía en lanzar al mercado una tableta de bajo costo con Android Ice Cream Sandwich llamada NOVO7 que fue comercializada con la marca Ainovo en todo el mundo.
En diciembre de 2012 otra vez alcanzó el reconocimiento internacional cuando introdujo al mercado su tableta de bajo costo con pantalla de alta densidad de píxeles, característica conocida mundialmente gracias a Apple como Retina Display. 
En julio de 2013 sacaron al mercado sus modelos ETERNAL y AX1, ambos con Android Jelly Bean 4.2 y con todas las actualizaciones y mejoras respecto a su sistema operativo anterior: Android 4.1.
La tableta Ainol NOVO10 Hero II lanzada en 2012 es un sistema ARM Cortex-A5 de cuatro núcleos basado en el SoC de Actions Semiconductor ATM7029 (también llamado gs702a) y una pantalla de 10,1 pulgadas.
Las presentaciones para 2014 incluyen la línea de productos Ainol Numy de Phablets con 3G.
Desde finales de 2017 su dominio web da primero errores de elementos no encontrados para acabar por no ser resuelto (puede comprobarse en el Internet Archive) lo que induce a pensar en su desaparición.

## Tabletas
Sus tabletas se agrupan en diferentes familias, principalmente diferenciadas por el tamaño de la pantalla, pero que pueden tener diferencias entre ellas
- Ainol NOVO5
- Ainol NOVO7
  - Ainol Novo 7 Aurora[8]
  - Ainol Novo 7 Aurora II[9]
  - Ainol Novo 7 Flame[10]
  - Ainol Novo 7 Fire[11]
  - Ainol Novo 7 Crystal[12]
  - Ainol Novo 7 Legend[13]
  - Ainol Novo 7 Mars[14]
  - Ainol Novo 7 Tornado[15]
  - Ainol Novo 7 Dragon[16]
  - Ainol Novo 7 Elf[17]
- Ainol NOVO8
  - Ainol Novo Android 4.1 Spider[18]
- Ainol NOVO9
  - Ainol Novo9 FireWire[19]
- Ainol NOVO10
  - Ainol Novo 10 Hero[20]
  - Ainol Novo 10 Captain[21]
- Ainol NOVO11

## Ordenadores
- Ainol mini-PC[22]

## Realidad Virtual
- Ainol VR-R3